# Hemitrichapion pavidum
Hemitrichapion pavidum – gatunek chrząszcza z rodziny pędrusiowatych i podrodziny Apioninae. Zamieszkuje Europę, Afrykę Północną i zachodnią część Azji. Żeruje na bobowatych.

## Taksonomia
Gatunek ten opisany został po raz pierwszy w 1817 roku przez Ernsta Friedricha Germara pod nazwą Apion pavidum. W 1990 roku wyznaczony został przez Miguela Á. Alonsa-Zarazagę gatunkiem typowym nowego podrodzaju Dimesomyops w obrębie rodzaju Hemitrichapion.

## Morfologia
Chrząszcz o ciele długości od 1,8 do 2,3 mm. Ubarwienie oskórka jest czarne z ciemnoniebieskimi, słabo błyszczącymi pokrywami oraz czerwonobrunatnym rozjaśnieniem na czułkach obejmującym trzonek, nóżkę, a czasem też nasadę biczyka. Wierzch ciała jest owłosiony stosunkowo gęsto i dość długo, co nadaje mu połyskująco szarawy wygląd. Spód głowy i tułowia owłosiony jest nieznaczne gęściej niż wierzch, przy czym owłosienie tworzy tam mocniej zagęszczone łatki pod oczami, na przedpiersiu i przednich biodrach oraz jedynie nieznaczne zagęszczenia na mezopleurach, bokach śródpiersia, metapleurach i bokach zapiersia. Białe włoski w łatce pod oczami (rzęsy) rozchodzą się promieniście.
Głowę cechują okrągłe oczy i wzdłużnie marszczona rzeźba na ciemieniu nie dochodząca do przedniego brzegu przedplecza. Ryjek samca jest prawie walcowaty, lekko zakrzywiony, wyraźnie krótszy niż głowa i przedplecze mierzone razem, matowy z wyjątkiem lśniącego szczytu. Ryjek samicy jest dłuższy niż głowa i przedplecze mierzone razem, o części wierzchołkowej cieńszej i niemal dwukrotnie dłuższej od części nasadowej, w całości bardzo delikatnie punktowanej i błyszczącej.
Przedplecze jest nieco szersze niż dłuższe, prawie prostokątne w zarysie, nieznacznie za przednim brzegiem przewężone, o przedniej krawędzi trochę tylko węższej niż tylna, a krawędziach bocznych lekko zaokrąglonych. Powierzchnię ma matową, punktowaną gęsto i niezbyt grubo, drobniej niż u nieco podobnych starych osobników E. ervi, o bruzdowatym dołku przedtarczkowym zaznaczonym lekko, ale sięgającym zwykle przedniej jego połowy. Bezwłosa tarczka wyróżnia H. pavidum od mylonego z nim niekiedy E. vorax. Pokrywy są podługowato-owalne i najszersze w połowie, krótsze niż u E. vorax. Odnóża samca odznaczają się obecnością drobnych, cierniowatych wypustek (mucro) na goleniach środkowej pary.
Pierwszy spośród widocznych sternitów odwłoka u samca ma pośrodku niewielki, spiczasty guzek.

## Ekologia i występowanie
Owad rozmieszczony od nizin po góry, gdzie osiąga piętro regla górnego. Zasiedla suche łąki, zarośla, prześwietlone lasy i przydroża. Larwy są monofagicznymi fitofagami topornicy pstrej. Rozwijają się wewnątrz zamkniętych pąków kwiatowych, wyjadając słupki i pręciki. Wyrośnięta larwa wytwarza w pąku owalny kokon z resztek korony i wydzielin ciała. W nim następuje przepoczwarczenie. Aktywne osobniki dorosłe obserwuje się od kwietnia do października. Są oligofagiczne i oprócz topornicy podawane jest ich żerowanie na groszku łąkowym oraz wilżynie ciernistej.
Gatunek palearktyczny, w Europie znany z Hiszpanii, Francji, Luksemburga, Niemiec, Szwajcarii, Austrii, Włoch, Estonii, Polski, Czech, Słowacji, Węgier, Ukrainy, Rumunii, Bułgarii, Chorwacji, Serbii, Grecji oraz południa europejskiej części Rosji, w Afryce Północnej z Algierii i Tunezji, a w Azji z syberyjskiej części Rosji, Gruzji, Armenii, anatolijskiej części Turcji, Izraela i Syrii.